# دوك وود
دوك وود (بالإنجليزية: Doc Wood)‏ هو لاعب كرة قاعدة أمريكي، ولد في 28 فبراير 1900 في بيتسفيل في الولايات المتحدة، وتوفي في 3 نوفمبر 1974 في نيو أورلينز في الولايات المتحدة.

## وصلات خارجية
- دوك وود على موقعبيزبول رفرنس.كوم (الدوري الرئيسي) (الإنجليزية)